# Utica (Misisipi)
Utica es un pueblo ubicado en el condado de Hinds en el estado estadounidense de Misisipi. En el año 2000 tenía una población de 966 habitantes y una densidad poblacional de 124.7 personas por km².

## Geografía
Utica se encuentra ubicado en las coordenadas 32°6′12″N 90°37′20″O / 32.10333, -90.62222.

## Demografía
Según la Oficina del Censo en 2000 los ingresos medios por hogar en la localidad eran de $27.614, y los ingresos medios por familia eran $30.083. Los hombres tenían unos ingresos medios de $28.594 frente a los $21.932 para las mujeres. La renta per cápita para la localidad era de $11.491. Alrededor del 17.1% de las familias y del 27.1% de la población estaban por debajo del umbral de pobreza.